# Quinsler & Company
Quinsler & Company war ein US-amerikanischer Hersteller von Fahrzeugen.

## Unternehmensgeschichte
George J. Quinsler betrieb zusammen mit Joseph P. Emond ab 1870 Emond & Quinsler. 1883 verließ Quinsler das Unternehmen. Daraufhin gründete er 1884 in Boston in Massachusetts sein eigenes Unternehmen. Er stellte Kutschen her. 1895 trat George W. McNear ins Unternehmen ein. 1899 entstanden 20 Karosserien für die Electric Vehicle Company.
1904 begann die Produktion von eigenen Automobilen. Der Markenname lautete Quinsler. Im gleichen Jahr endete diese Produktion.
1905 wurde McNear Mitinhaber.
Für 1906 ist eine Karosserie auf einem Fahrgestell von Packard überliefert.
1911 erfolgte eine Reorganisation in George W. McNear.

## Kraftfahrzeuge
Im Angebot stand nur ein Modell. Es hatte einen Einzylindermotor mit 7 PS Leistung von De Dion-Bouton. Er war vorne im Fahrzeug montiert und trieb die Hinterachse an. Der Aufbau war ein zweisitziger Runabout mit einem Notsitz dahinter. Der Neupreis betrug 950 US-Dollar. Eine Quelle meint, dass der Preis relativ hoch war.